# Emarginula solidula
Emarginula solidula é uma espécie de molusco pertencente à família Fissurellidae.
A autoridade científica da espécie é Costa, tendo sido descrita no ano de 1829.
Trata-se de uma espécie presente no território português, incluindo a zona económica exclusiva.